# بادي ريتش
بادي ريتش (بالإنجليزية: Buddy Rich)‏ هو قائد فرقة ‏ وملحن وطبال أمريكي، ولد في 30 سبتمبر 1917 في بروكلين في الولايات المتحدة، وتوفي في 2 أبريل 1987 في لوس أنجلوس في الولايات المتحدة.

## وصلات خارجية
- الموقع الرسمي
- بادي ريتش على موقع IMDb (الإنجليزية)
- بادي ريتش على موقع الموسوعة البريطانية (الإنجليزية)
- بادي ريتش على موقع ميوزك برينز (الإنجليزية)
- بادي ريتش على موقع إن إن دي بي (الإنجليزية)
- بادي ريتش على موقع أول ميوزيك (الإنجليزية)
- بادي ريتش على موقع ديسكوغز (الإنجليزية)
- بادي ريتش على موقع ديسكوغز (الإنجليزية)
- بادي ريتش على موقع قاعدة بيانات الفيلم (الإنجليزية)